# Fiat Chrysler Automobiles

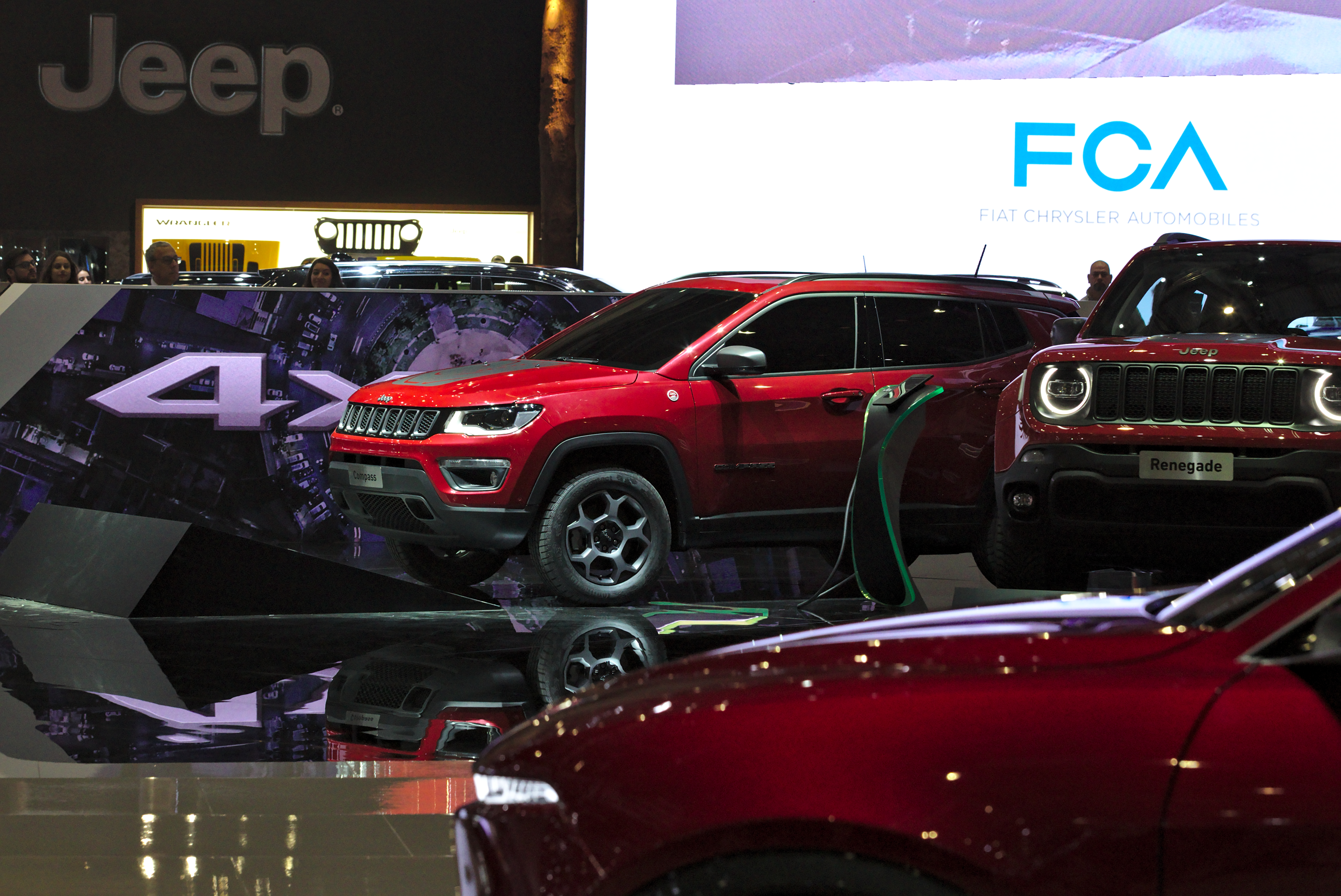
Pressekonferenz von FCA auf dem Genfer Auto-Salon 2019

Die Fiat Chrysler Automobiles N.V. (FCA) war ein Automobilkonzern mit rechtlichem Sitz in Amsterdam und operativer Hauptzentrale in London, der aus der Fusion der italienischen Fiat S.p.A. und US-amerikanischen Chrysler Group LLC entstand. Die Aktie des Unternehmens wurde an der Borsa Italiana im FTSE MIB sowie an der New York Stock Exchange gelistet. Das Unternehmen wurde infolge der kompletten Übernahme von Chrysler durch Fiat im Januar 2014 gegründet. Zur Gruppe gehörten auch Comau Robotics und der Metallverarbeiter Teksid.
In Deutschland wurde daraufhin die Fiat Group Automobiles Germany AG zur FCA Germany AG umgewandelt, entsprechend wurden auch andere ex-FIAT-Gesellschaften nach FCA umbenannt, u. a. die FCA Bank Deutschland GmbH.
Mit einem Umsatz von 129 Mrd. US-Dollar, bei einem Gewinn von 4,5 Mrd. USD, stand Fiat Chrysler laut den Forbes Global 2000 auf Platz 128 der weltgrößten Unternehmen (Stand: Geschäftsjahr 2017). Das Unternehmen kam Mitte 2018 auf eine Marktkapitalisierung von ca. 35 Mrd. USD, Mitte 2020 betrug die Marktkapitalisierung nur noch rund 13 Milliarden USD.
Am 16. Januar 2021 fusionierte die Fiat Chrysler Automobiles mit der Groupe PSA zum Automobilkonzern Stellantis.
Die FCA Germany AG wurde zu einer GmbH umgewandelt, und ihr Sitz nach Rüsselsheim verlegt.

## Geschichte
Am 29. Januar 2014 entschied der Verwaltungsrat, dass Fiat seinen rechtlichen Sitz in die Niederlande verlegen wird und neben seiner bisherigen Notierung an der Mailänder Börse ab 1. Oktober 2014 noch an der New Yorker Börse gehandelt werden soll. Hierzu wurde die Fiat Chrysler Automobiles N.V. (FCA) gegründet, auf die die Fiat S.p.A. zu einem späteren Zeitpunkt verschmolzen wurde. Zusätzlich zum Sitz in den Niederlanden hat Fiat Chrysler Automobiles, aus Steuergründen, noch einen Hauptsitz in London (Großbritannien). Fiat Chrysler unterhält in den Niederlanden Büros, steuert aber noch die zentralen Geschäfte wie Forschung, Entwicklung und Finanzen weiterhin von den bisherigen Sitzen in Turin und Auburn Hills. Als Motiv für den Sitz in den Niederlanden gelten steuerliche Vorteile.
Ende 2014 wurde bekannt, dass Fiat Chrysler Automobiles seine 90-prozentige Tochtergesellschaft Ferrari Mitte 2015 an die Börse bringen will, dabei sollten 10 Prozent der Anteile an der Börse platziert und der Rest an die FCA-Aktionäre verteilt werden. Zehn Prozent an Ferrari hält unverändert Piero Ferrari, der Sohn des Gründers.
Die Wettbewerbskommission der Europäischen Union kam im Oktober 2015 in einer Untersuchung zu dem Ergebnis, dass Steuerdeals zwischen Fiat und dem luxemburgischen Staat illegal sind. Fiat rechnete mit Hilfe sogenannter tax rulings seine Steuerzahlungen herunter. Der Autokonzern musste bis zu 30 Millionen Euro Steuern nachzahlen. Das illegale Steuerabkommen zwischen Fiat und Luxemburg wurde im Zuge der sogenannten Luxemburg-Leaks öffentlich.
Am 21. Juli 2018 wurde der langjährige CEO Sergio Marchionne aus gesundheitlichen Gründen durch Mike Manley ersetzt, er starb wenige Tage später am 25. Juli 2018 in Zürich.
Nachdem Gespräche über eine Zusammenarbeit mit Renault im Frühjahr 2019 gescheitert waren, kündigten am 31. Oktober 2019 Fiat Chrysler und die französische Groupe PSA ihre Absicht zu einer Fusion an. Damit sollte gemessen am Absatz der viertgrößte Autokonzern weltweit entstehen. Am 12. Dezember 2019 gab der PSA-Aufsichtsrat grünes Licht für die Verschmelzung. Am 15. Juli 2020 wurde bekannt, dass der Firmenname nach dem Abschluss der Fusion von Groupe PSA und Fiat Chrysler Automobiles Stellantis lauten werde. Der Abschluss des Zusammenschlusses erfolgte am 16. Januar 2021. Der bisherige PSA-CEO Carlos Tavares wurde CEO von Stellantis, der bisherige FCA-CEO Michael Manley wurde Head of Americas von Stellantis, zum Ende Oktober trat er zurück, um CEO der Autohandelsgruppe AutoNation zu werden.

## Marken
Die italienische und die US-amerikanische Seite von FCA haben zusätzlich noch je ihre Automobiltuner:
- Abarth
- SRT

| Fiat-Chrysler weltweiter Absatz 2017 (in Tsd.) | Fiat-Chrysler weltweiter Absatz 2017 (in Tsd.) | Fiat-Chrysler weltweiter Absatz 2017 (in Tsd.) | Fiat-Chrysler weltweiter Absatz 2017 (in Tsd.) | Fiat-Chrysler weltweiter Absatz 2017 (in Tsd.) |
| Rang                                           | Land                                           | Absatz- zahlen                                 | Markt- anteil (in %)                           |                                                |
| ---------------------------------------------- | ---------------------------------------------- | ---------------------------------------------- | ---------------------------------------------- | ---------------------------------------------- |
| 1                                              | Vereinigte Staaten                             | 2.049                                          | 11,7 %                                         |                                                |
| --                                             | Europäische Union                              | 1.035                                          | 6,6 %                                          |                                                |
| 2                                              | Italien                                        | 558                                            | 28,3 %                                         |                                                |
| 3                                              | Brasilien                                      | 380                                            | 17,5 %                                         |                                                |
| 4                                              | Kanada                                         | 267                                            | 13,0 %                                         |                                                |
| 5                                              | Volksrepublik China                            | 215                                            | 0,9 %                                          |                                                |
| 6                                              | Argentinien                                    | 105                                            | 12,2 %                                         |                                                |
| 7                                              | Deutschland                                    | 104                                            | 3,0 %                                          |                                                |
| 8                                              | Frankreich                                     | 88                                             | 4,2 %                                          |                                                |
| 9                                              | Mexiko                                         | 86                                             | 5,5 %                                          |                                                |
| 10                                             | Spanien                                        | 67                                             | 5,4 %                                          |                                                |

## Zuletzt gebaute Modelle des Konzerns
| Baureihe                         | Märkte                             | Bild |
| -------------------------------- | ---------------------------------- | ---- |
| Kleinstwagen                     |                                    |      |
| Fiat 500                         | Europa, Nordamerika, Asien         |      |
| Fiat Panda                       | Europa, Asien                      |      |
| Fiat Uno                         | Südamerika                         |      |
| Fiat Mobi                        | Südamerika                         |      |
| Lancia Ypsilon                   | Europa                             |      |
| Kleinwagen                       |                                    |      |
| Fiat Argo                        | Südamerika                         |      |
| Fiat Cronos                      | Südamerika                         |      |
| Fiat Grand Siena/Dodge Vision    | Nordamerika, Südamerika            |      |
| Kompaktklasse                    |                                    |      |
| Alfa Romeo Giulietta             | Europa, Nordamerika, Asien         |      |
| Fiat Tipo / Dodge Neon           | Europa, Afrika, Asien, Nordamerika |      |
| Mittelklasse                     |                                    |      |
| Alfa Romeo Giulia                | Europa, Nordamerika                |      |
| Obere Mittelklasse               |                                    |      |
| Chrysler 300                     | Nordamerika                        |      |
| Dodge Charger                    | Nordamerika                        |      |
| Maserati Ghibli                  | Europa, Nordamerika                |      |
| Oberklasse                       |                                    |      |
| Maserati Quattroporte            | Europa, Nordamerika                |      |
| Van                              |                                    |      |
| Fiat 500L                        | Europa, Nordamerika                |      |
| Dodge Grand Caravan              | Nordamerika                        |      |
| Chrysler Pacifica                | Nordamerika                        |      |
| Utilities                        |                                    |      |
| Ram Truck                        | Nordamerika                        |      |
| Fiat Toro                        | Südamerika                         |      |
| Fiat Doblò/Ram ProMaster City    | Europa, Nordamerika, Südamerika    |      |
| Fiat Ducato                      | Europa, Nordamerika, Südamerika    |      |
| Fiat Fiorino                     | Europa                             |      |
| Fiat Fiorino/Ram ProMaster Rapid | Nordamerika, Südamerika            |      |
| Fiat Strada/Ram 700              | Nordamerika, Südamerika            |      |
| Fiat Talento                     | Europa                             |      |
| SUV                              |                                    |      |
| Alfa Romeo Stelvio               | Europa, Nordamerika                |      |
| Dodge Durango                    | Nordamerika                        |      |
| Dodge Journey                    | Nordamerika                        |      |
| Fiat 500X                        | Europa, Nordamerika                |      |
| Jeep Cherokee                    | Europa, Nordamerika                |      |
| Jeep Grand Cherokee              | Europa, Nordamerika                |      |
| Jeep Compass                     | Europa, Nordamerika                |      |
| Jeep Renegade                    | Europa, Nordamerika, Südamerika    |      |
| Jeep Wrangler                    | Europa, Nordamerika                |      |
| Maserati Levante                 | Europa, Nordamerika                |      |
| Sportwagen                       |                                    |      |
| Dodge Challenger                 | Nordamerika, Europa                |      |
| Maserati GranCabrio              | Europa, Nordamerika                |      |
| Maserati GranTurismo             | Europa, Nordamerika                |      |

## Entwicklung autonom fahrfähiger Transporter
Die FCA und das US-amerikanische Unternehmen Waymo erweitern bereits seit 2020 die Zusammenarbeit im Bereich „Autonomes Fahren“, was in den USA für die Fiat Chrysler Automobiles (FCA) die Entwicklung und Erprobung von leichten Nutzfahrzeugen unter Einsatz des Dienstbetriebs Waymo Via von der Firma Waymo voranbringen soll. Die Entwicklung erfolgt basiert auf ein Fahrzeug von RAM, Marke vom Automobilhersteller Chrysler, welcher wiederum zur FCA gehört; für die Erprobung mit dem integrierten Waymo Driver ist der leichte RAM-Transporter „ProMaster“ auserkoren, der analog des italienischen Transportermodells Fiat Ducato gebaut wird. Für die Entwicklung betrachtet man vordergründig das Interesse am kommerziellen Transportgeschäft. Waymo steht auch in erweiterter Partnerschaft mit FCA für die Forschung und Entwicklung der Technik für autonomes Fahren für zukünftige Transporter und PKW von FCA.